# Bauchige Windelschnecke
Die Bauchige Windelschnecke (Vertigo moulinsiana) ist eine Schneckenart aus der Familie der Windelschnecken (Vertiginidae), die zur Unterordnung der Landlungenschnecken (Stylommatophora) gerechnet werden. Sie lebt bevorzugt im sumpfigen Verlandungsbereich stehender Gewässer, dort vor allem auf Großseggen (z. B. Sumpfsegge, Ufersegge oder Rispensegge). Der Boden typischer Standorte wird gekennzeichnet durch Nährstoffreichtum und oberflächennahes Wasser, und darf nicht allzu kalkarm sein.

## Merkmale
Das Gehäuse misst in der Länge nur 2,2 bis 2,7 mm und in der Breite 1,3 bis 1,6 mm. Es ist bauchig-eiförmig. Die Mündung weist vier Vorsprünge (sogenannte „Zähne“) auf, die manchmal noch weitere, kleinere Zähnchen an der Basis haben können. Sie sollen Fressfeinde (z. B. räuberische Insektenlarven) und Parasiten am Eindringen in das Gehäuse hindern und das zu schnelle Austrocknen des Körpers verhindern. Fuß und Kopf der bauchigen Windelschnecke sind schwarz glänzend. Die Farbe des Gehäuses reicht von rotbraun bis hellgelblich; die Oberfläche ist glänzend. Die Gehäuse sind fast glatt, lediglich eine schwache Anwachsstreifung ist zu erkennen.

## Geographische Verbreitung und Lebensraum
Es gibt vereinzelte Vorkommen dieser Art in ganz Mittel- und Westeuropa, auf den britischen Inseln und den südlichen Gebieten Skandinaviens. Die nordafrikanische Küste ist die südlichste Region, an der bis jetzt eine Kolonie dieser Schneckenart entdeckt wurde. Die größten Kolonien mit einer intakten Population befinden sich in Südostengland, in Irland und in Nordostdeutschland. In Schleswig-Holstein findet man sie im FFH-Gebiet Niehuuser Tunneltal und Krusau mit angrenzenden Flächen an der Grenze zu Dänemark und im FFH-Gebiet Aassee und Umgebung in Strandseen an der Nordseite der Eckernförder Bucht.
Im Osten reicht das Vorkommen bis in den Kaukasus. Die Art ist relativ empfindlich gegen tiefe Wintertemperaturen. Die isolierten Vorkommen in Mitteleuropa werden daher als Relikte der nacheiszeitlichen Warmzeit (Atlantikum, ca. 7200 bis 3800 v. Chr.) gedeutet. Dies ist allerdings umstritten.

## Verhalten
Die bauchige Windelschnecke ist ein nachtaktives Tier. Tagsüber ruht sie mit ihrem Schleim festgeklebt an den Blättern größerer Seggen. Sie ist ein typischer Weidegänger, ihre Nahrung besteht aus Pilzen, die auf diesen Gräsern leben, ebenso wie aus Pollen und anderen pflanzlichen Partikeln. Die Bauchige Windelschnecke ist noch wenig erforscht. Aufgrund ihrer geringen Größe ist sie auf eine passive Verbreitung hauptsächlich durch Wasservögel angewiesen. So werden am Gefieder haftende Eier oder Jungtiere über einige Kilometer in neue, geeignete Lebensräume transportiert. Eine Verbreitung durch Wind, vergleichbar mit Pollen, kommt hingegen nicht in Frage, da die Bauchige Windelschnecke nicht die für einen solchen verlustreichen Weg erforderlichen Eier-Massen produzieren kann. Die Bauchige Windelschnecke vermehrt sich als gegenseitig befruchtender Zwitter, sie vermag sich allerdings auch selbst zu befruchten. Von Mai bis August legt sie eine kleine Anzahl weichschaliger Eier ab. Wie die Tiere den Winter überstehen, ist noch nicht vollständig geklärt. Sie wurden sowohl in Bodennähe zwischen organischem Material und Blättern als auch frei an den Blattunterseiten der Großseggen sitzend entdeckt. Harte Winter dezimieren die Populationen erheblich.

## Gefährdung
Die Bauchige Windelschnecke ist in ihrem gesamten Verbreitungsgebiet vom Aussterben bedroht. Vor allem durch die Zerstörung ihres Lebensraumes ist sie stark gefährdet und ist in manchen europäischen Ländern schon ausgestorben (Niederlande?). In Deutschland steht sie auf der „Roten Liste“ und wird als stark gefährdet eingeschätzt.

## Systematik

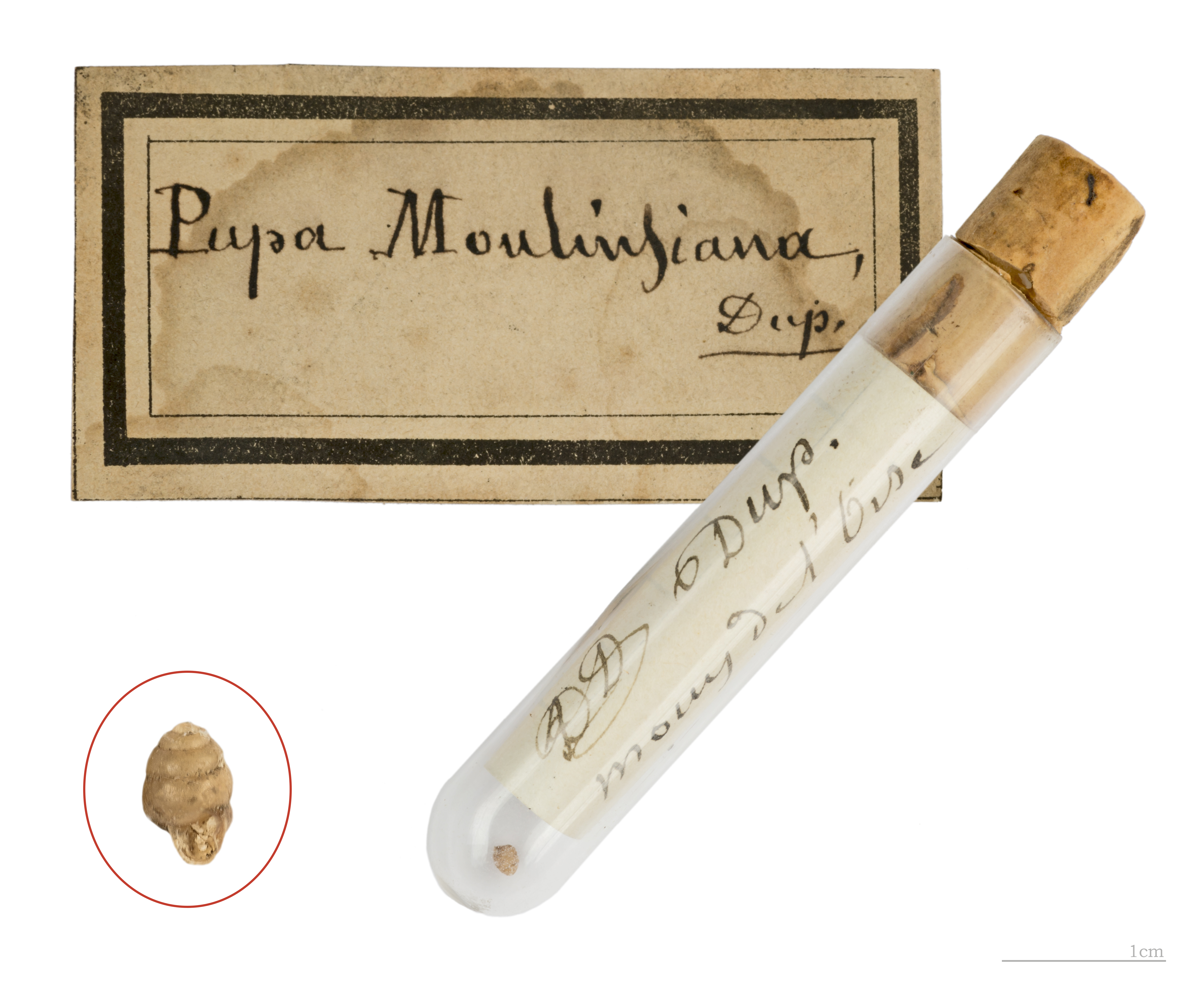
Holotypus

Für diese Art existieren eine ganze Reihe von Synonymen wie z. B. Pupa charpentieri Shuttleworth, 1852, Pupa laevigata v. Gallenstein, 1852, Vertigo limbata Partiot, 1855, Vertigo ventrosa Heynemann, 1862, Pupa kuesteriana Westerlund, 1875 sowie einige Falschschreibungen Pupa desmoulinsiana Jeffreys, 1855, Vertigo moulinsii Moquin-Tandon, 1855 und Vertigo demoulinsi Germain, 1913.

## Sonstiges
Im Juni 2002 wurde vom Leonberger Grafiker Günter Jacki Stücke eine Briefmarke mit einer Abbildung der Bauchigen Windelschnecke gestaltet und von der Deutschen Bundespost unter dem Motto „Bedrohte Tierarten“ gedruckt. Die Schnecke wurde vom Stuttgarter Naturkundemuseum im Goldersbachtal bei Tübingen nach der FFH-Richtlinie 1999 gesammelt. Im Jahre 2003 wurde sie zum Weichtier des Jahres gewählt.

## Belege